# ダブトン・スターディー
初代準男爵サー・フレデリック・チャールズ・ダブトン・スターディー海軍元帥（英語: Sir Frederick Charles Doveton Sturdee, 1st Baronet,GCB KCMG CVO、1859年6月9日 - 1925年5月7日）は、イギリスの海軍軍人。1914年、フォークランド沖海戦でマクシミリアン・フォン・シュペー率いるドイツ東洋艦隊を破った。
海軍内部においては反主流派に属し、主流派のジャッキー・フィッシャー提督に対抗する集まり『不満のシンジケート(syndicate of discontent)』の主要人物であった。

## 生涯
フレデリック・スターディー海軍大尉とその妻アン・ホドソンとの息子としてケント、チャールトンに生まれた。王立海軍兵学校に学んだのち、練習船ブリタニカ付士官候補生として海軍に入隊した。1876年に准尉に昇進、中国戦隊旗艦アンドーンテッド乗組となる。1878年に少尉、続く1880年には中尉となった。同年、ブリッグ船マーティン所属となったのち、翌年からは地中海艦隊所属の魚雷母艦ヘクラ乗組となる。1882年、ウラービー革命下のアレクサンドリア砲撃に参加した。
訓練施設ヴァーノンにて水雷課程を修了後、1886年に北アメリカ・西インド艦隊旗艦ベレロフォン付の水雷将校となったが、1889年には教官として再びヴァーノンへと舞い戻っている。1893年6月30日、中佐に進級し、海軍工廠局における水雷の専門家として海軍本部に移った。1897年にはオーストラリア戦隊に属する水雷巡洋艦ポーポイズの艦長となり、1899年にはサモア諸島をめぐるドイツ帝国とアメリカ合衆国との緊迫した情勢への対処に見舞われた。この功績により同年6月に大佐に進んだ。年が改まったのちの新年叙勲では聖マイケル・聖ジョージ勲章を得たほか、1900年3月にはウィンザー城で女王ヴィクトリアより直接叙勲を受けた。
以降は、海軍情報部副部長として海軍本部に戻り、1902年まで同職にあった。同年10月に防護巡洋艦ミネルヴァ、翌年には装甲巡洋艦ベッドフォード各々の艦長を務めた。1905年、戦艦ブルワーク艦長・兼地中海艦隊司令長官付の参謀長に進んだ。戦艦キング・エドワード7世艦長、戦艦ニュージーランド艦長と進み、新たに海峡艦隊参謀長の役割も担うこととなった。1907年、国王付副官となり、翌年には少将に昇進した。1910年に第1戦艦戦隊司令官となり、旗艦セント・ヴィンセントに将旗を掲げている。翌年に海軍本部潜水艦委員会の委員長となり、以降は第3巡洋戦隊、第2巡洋戦隊の司令官（旗艦はいずれもシャノン）を歴任した。
1913年に中将となった。

### 第一次世界大戦

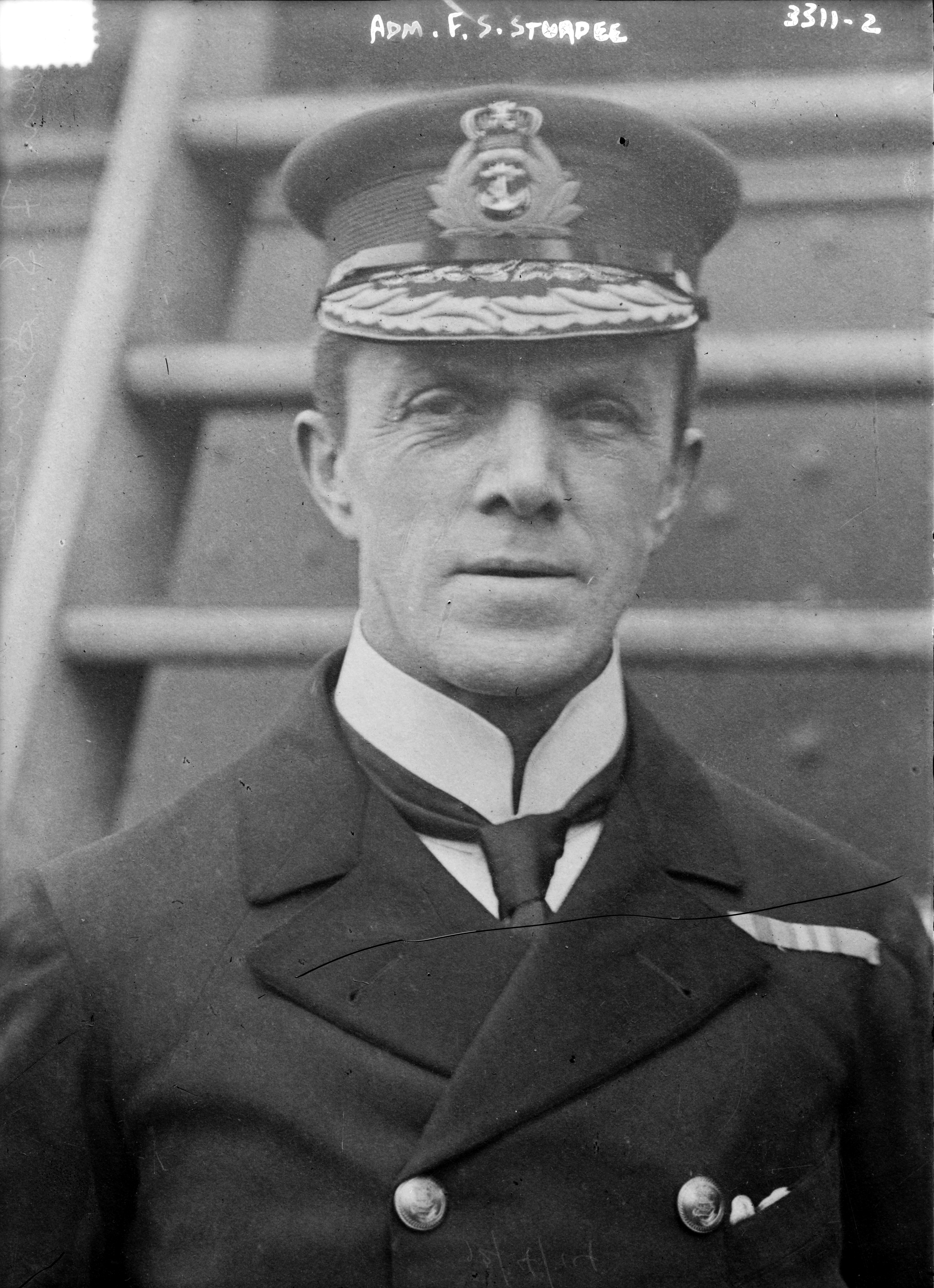
1914年頃のスターディー。

1914年、第一次世界大戦が勃発すると、スターディーはサー・ヘンリー・ジャクソンの後任として、ルイス・マウントバッテン第一海軍卿のもとで首席幕僚となった。
その在任中の同年11月、クリストファー・クラドック提督率いる英艦隊がドイツ東洋艦隊（指揮：マクシミリアン・フォン・シュペー提督）への対応として派遣されたが、逆に東洋艦隊に翻弄されてコロネル沖海戦で完敗を喫した。この大敗北を受けて、海軍中枢に復帰していたジョン・アーバスノット・フィッシャー第一海軍卿はスターディーを海軍本部から艦隊指揮官に転出させ、東洋艦隊に対応させることに決めた。
12月7日、スターディーの指揮する英艦隊はフォークランド諸島、ポート・スタンリーに達した。翌8日午前8時、ポート・スタンリー軍港に接近した東洋艦隊と会敵した。スターディー艦隊は火力と速力に秀でた巡洋戦艦からなり、火力で劣る装甲巡洋艦によって構成される東洋艦隊を終始圧倒した。特に巡洋戦艦インヴィンシブル（スターディーの旗艦）からの着弾が増え始めると、シュペー提督も著しい不利を悟って、麾下の巡洋艦ドレスデンやニュルンベルクに逃走するよう信号を送った。これ以降もスターディー艦隊は速力を生かしてアウトレンジにより次々と独艦を撃破していく。同日午後4時過ぎ、シュペー提督も大破炎上するシャルンホルストと運命を共にし、僚艦グナイゼナウに「脱走して自らを救え」との信号を送りつつ沈んだ。この海戦の結果、逃走した巡洋艦ドレスデンを除いて東洋艦隊は壊滅した（フォークランド沖海戦）。
スターディーはこの勝利によって1916年に準男爵位を授けられた。
海戦後はグランド・フリートの第4戦艦戦隊司令官に就任し、戦艦ベンボウに将旗を掲げた。ただしスターディーはジョン・ジェリコー司令長官から「独立心旺盛のため秩序を乱しがち」として嫌われていたため、艦隊の先鋒を任されることがなく諸提督の後塵を拝した。翌年に高速戦艦（クイーン・エリザベス級戦艦）が就役した際も、ジェリコーから第5戦艦戦隊の指揮官に就くことを拒否されている。

1916年のユトランド沖海戦では、第4戦艦戦隊を率いて参加した。

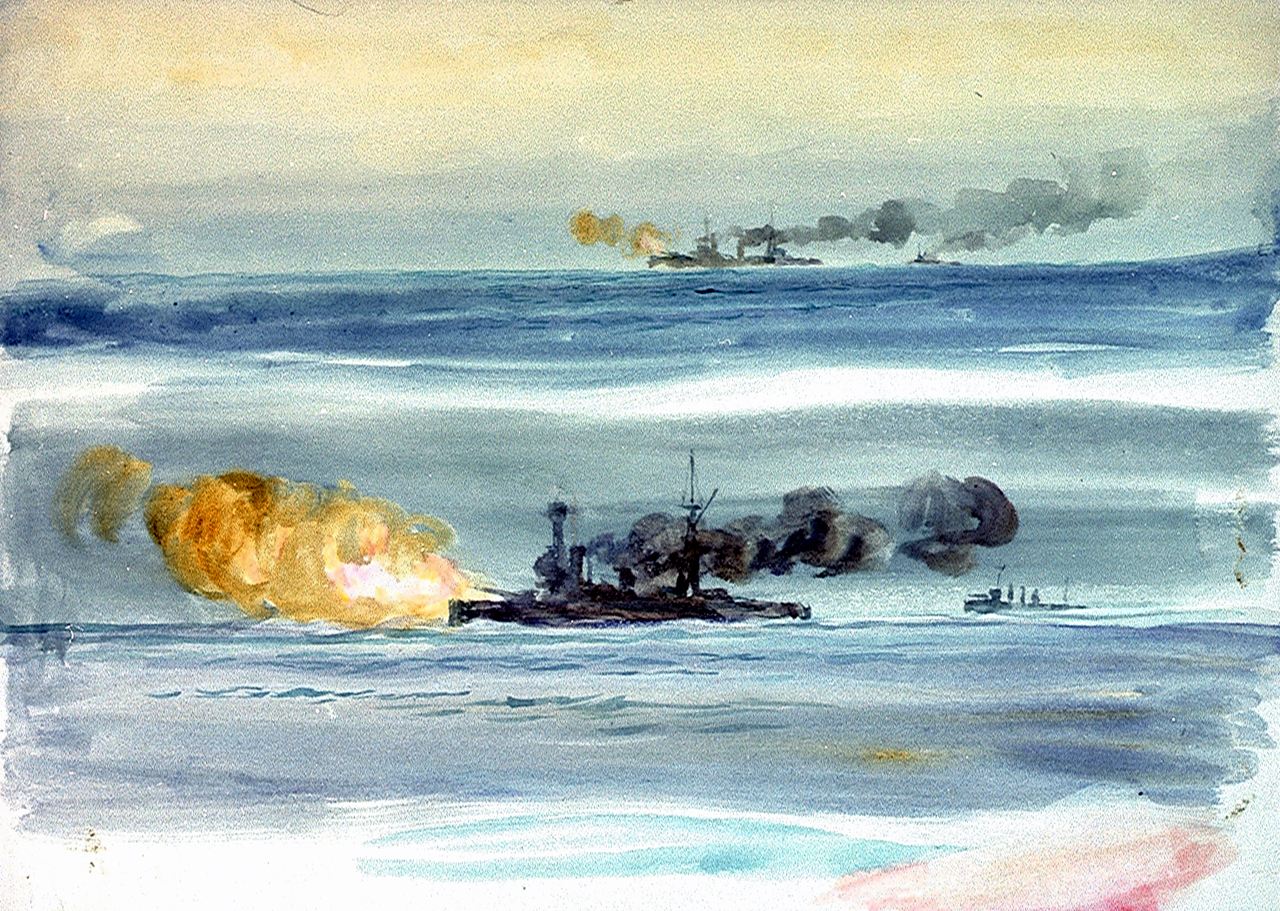
フォークランド沖海戦にて砲撃を行う英巡洋戦艦インフレキシブル。
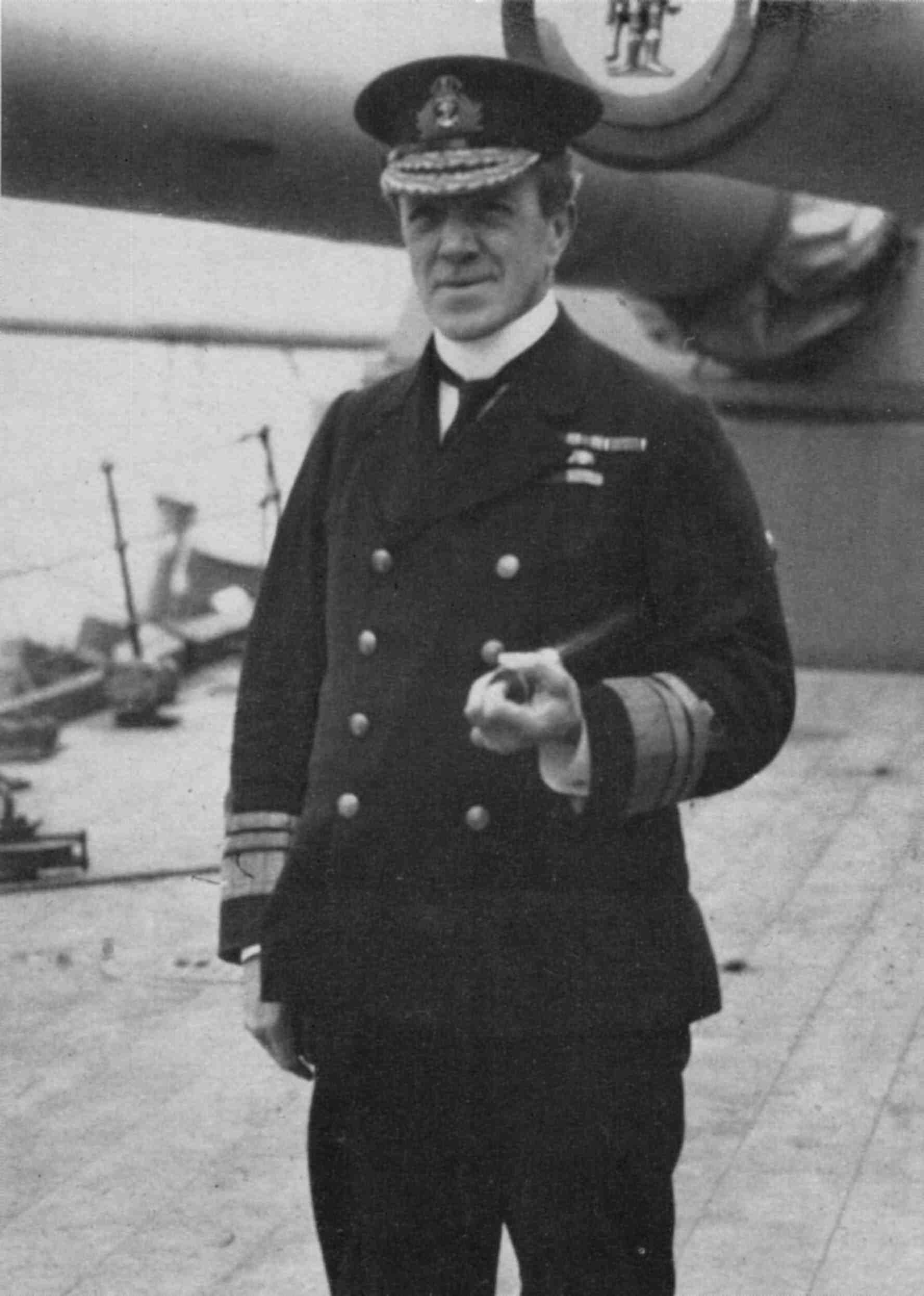
第4戦艦戦隊（英語版）司令官時代。戦艦ハーキュリーズ艦上にて。
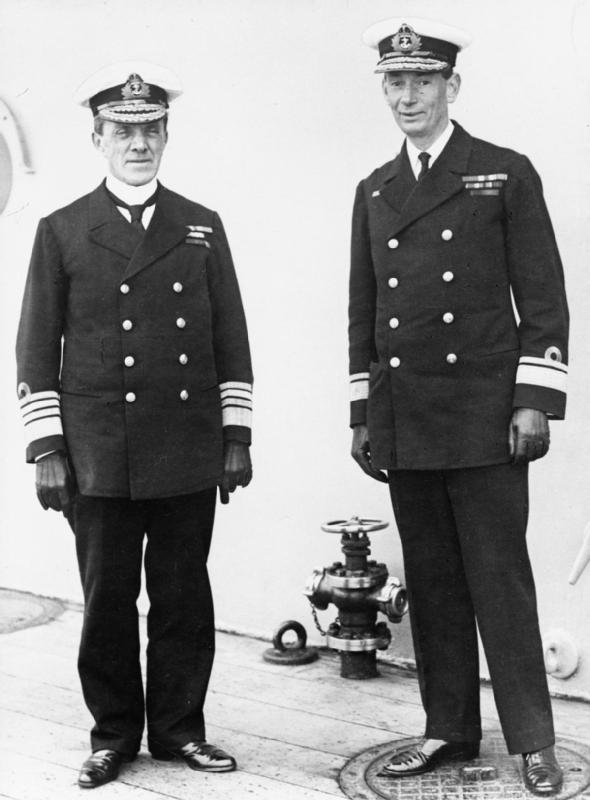
ロジャー・キーズ（英語版）提督と並ぶスターディー。1917年。

### 戦後

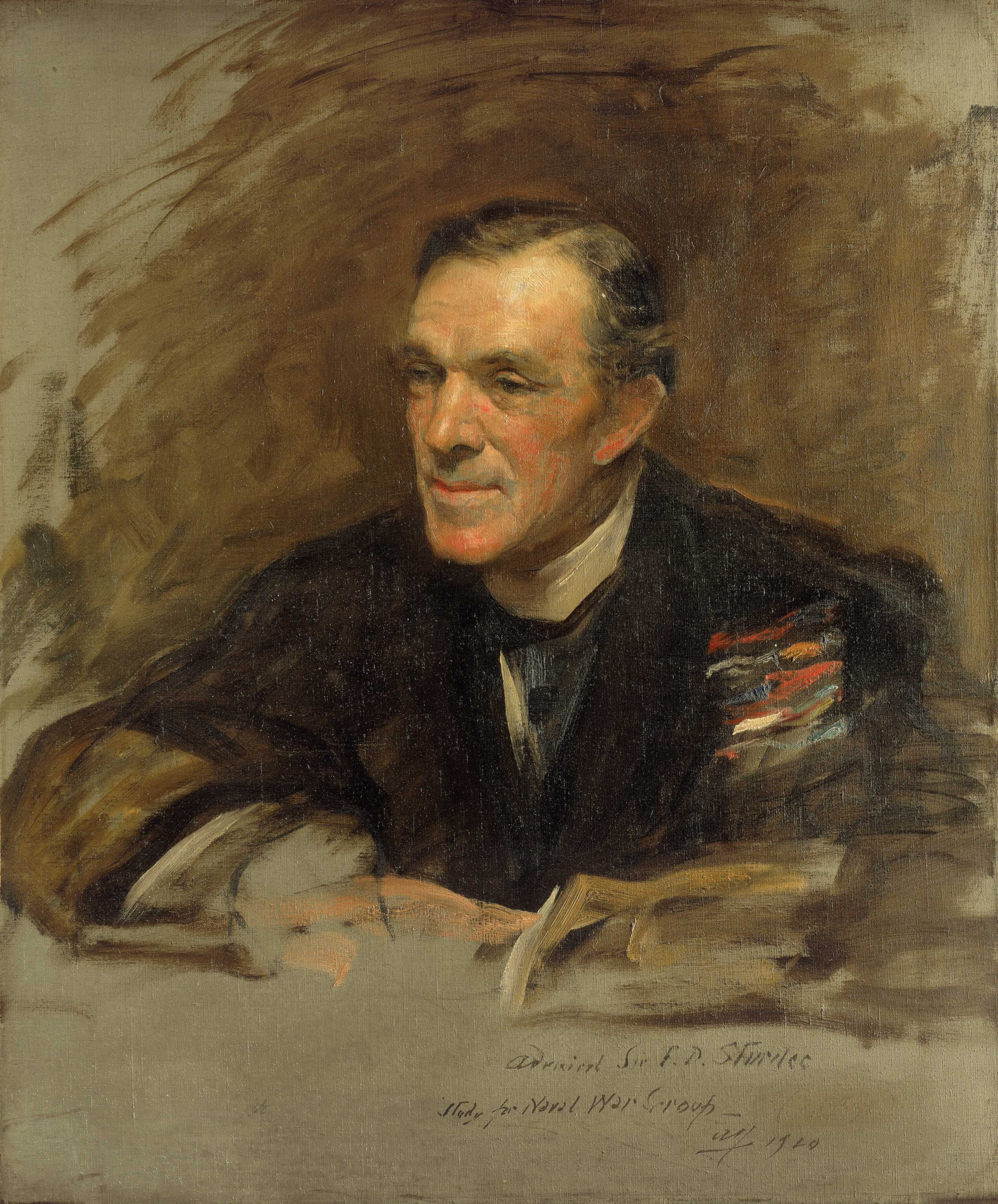
スターディーを描いた絵画。
（サー・アーサー・コープ作）

1917年、海軍大将に昇った。大戦後、スターディーは本国議会から感謝状と１万ポンドの褒賞金を受け取った。
1918年、ノア管区司令長官に就任して1921年まで務めている。司令長官退任とともに海軍を退役、同時に海軍元帥となった。退役後は海事研究学会会長を務めた。会長時代は戦列艦ヴィクトリーの修復事業に尽力した。

1925年、サリー、カンバーリーにあるウォーグレイヴ・ハウスで死去した。

## 評価
『英国人名辞典』では、「有能な艦隊指揮官だが、（第一海軍卿のもとでの）首席幕僚としては失敗した」と評されている。

## 栄典

### 賞罰
イギリス
- - バス勲章（GCB）[21]
- - 聖マイケル・聖ジョージ勲章（KCMG）[22][4]
- - ロイヤル・ヴィクトリア勲章（CVO）[23]

 イタリア
- - 聖マウリッツィオ・ラザロ勲章[24]

 フランス
- - レジオンドヌール勲章[25]

### 準男爵位
1916年に以下の準男爵位を新規に叙された。

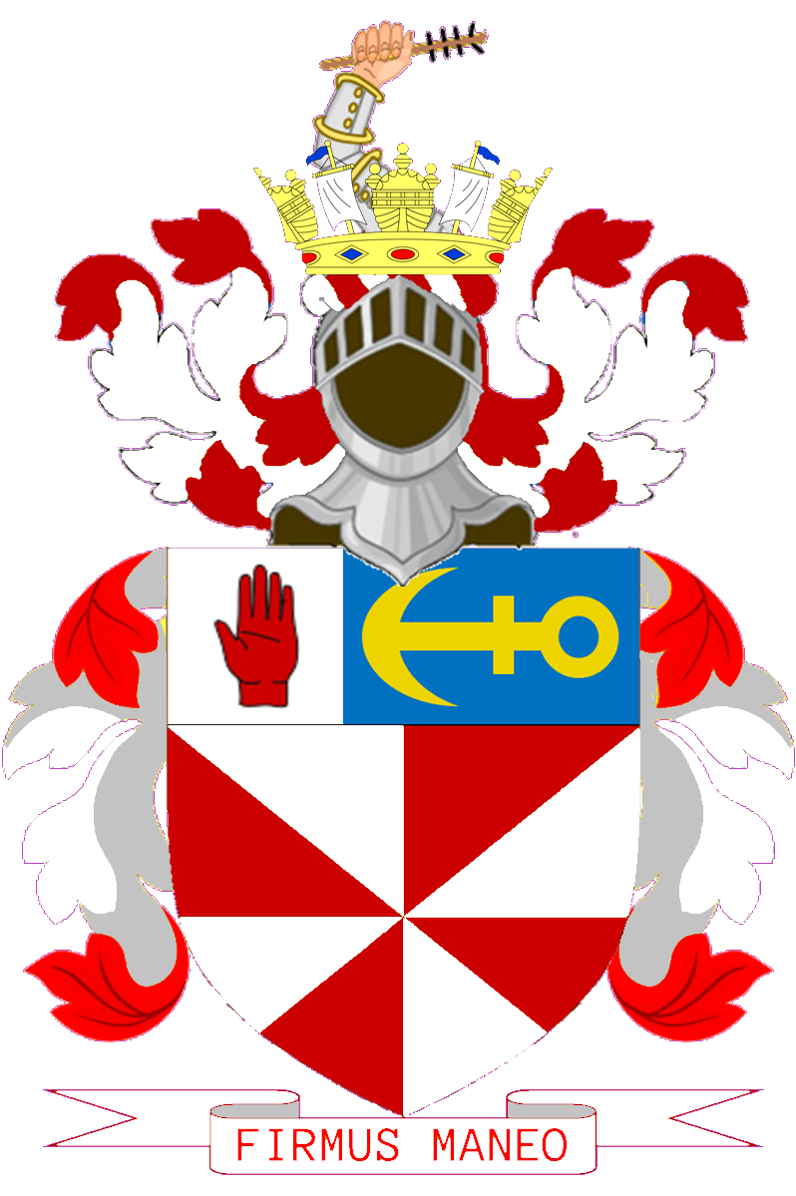
スターディー家の紋章。

- 初代(フォークランド諸島の)準男爵(1st Baronet, of Falkland Is.)
（勅許状による連合王国準男爵位）

## 家族
1882年9月23日にマリオン・アデラ・アンドリューズ（Marion Adela Andrews、1940年没）と結婚した。
- （長男）ライオネル・アーサー - 海軍少将、第2代準男爵。
- （長女）マーガレット・アデラ - 海軍士官セシル・ステイヴリー（英語版）（のち海軍中将）と結婚した。夫妻の息子ウィリアム（英語版）も第一海軍卿を務めた提督（最終階級は海軍元帥）[26]。その義弟はエドワード・アシュモア（英語版）海軍元帥[27]。